# 1984年 (オペラ)
『1984年』（英：Nineteen Eighty-four）は、アメリカの作曲家ロリン・マゼールによって作曲されたオペラである。ジョージ・オーウェルの小説『1984年』を原作とし、台本をJ.D.マックラッチーとトーマス・ミーハンが執筆した。
初演は2005年5月3日、ロンドンのロイヤル・オペラ・ハウス（コヴェント・ガーデン）において、作曲者指揮、シルク・ドゥ・ソレイユの「トーテム」も手掛けたカナダ人演出家ロベール・ルパージュの演出により公演された。この公演はテレビ収録され、DVD化された。
作品のあらすじについては、1984年 (小説) を参照されたい。

## 作曲の経緯
この作品は、50年以上の長きに渡って指揮者としての活動を続けてきたマゼールが作曲した最初のオペラである。初演の時、彼は75歳であった。この作品は、元々はバイエルン国立歌劇場監督、アウグスト・エファーディングの依頼によるものであった。マゼールは、初演前のインタビューで当時を回顧し、「私は、オペラを書くなんて考えた事もなかった。エファーディングが私を納得させるまでに時間がかかった」と述べている。
作品の完成を見る事なく、エファーディングは死去した。このため、作曲が継続されない可能性があったが、マゼールはこの企画をロンドンのロイヤル・オペラ・ハウスと、東京の新国立劇場に持ち込んだ。これは当初、ロイヤル・オペラ・ハウスと新国立劇場との共同製作ということとなったが、最終的に新国立劇場は宙に浮いたこの企画から手を引いた。その後、マゼールはロイヤル・オペラ・ハウスに対し、この作品の初演プロジェクトのために設立した会社「ビッグ・ブラザー・プロダクションズ」を通じて4万イギリス・ポンドの資金を支払った。これにより、ロイヤル・オペラ・ハウスは通常の新制作を行う半分、すなわち、標準的なレパートリーの再演と同程度のコストで初演を行うことが出来た。結果として、この作品は忘却の憂き目を免れたが、ロイヤル・オペラ・ハウスはマゼールの個人的虚栄心を満たすためのプロジェクトに公的資金である税金を投入することとなり、一部からは批判を受けた。

## キャスト
ほとんどのオペラの慣例とは対照的に、この作品の主人公ウィンストンはバリトンが務める。
コヴェント・ガーデンでの初演時のキャストは下記の通りである。
- ウィンストン・スミス：サイモン・キーンリーサイド（バリトン）
- ジュリア：ナンシー・グスタフソン（英語版）（ソプラノ）
- オブライエン：リチャード・マージソン（英語版）（テノール）
- ジムの女性教官／酔っぱらった女：ディアナ・ダムラウ（ソプラノ）
- サイム：ローレンス・ブラウンリー（英語版）（テノール）
- パーソンズ：ジェレミー・ホワイト（英語版） (バス)
- キャリントン：グレアム・ダンビー（英語版） (バス)
- プロレの女性：メアリー・ロイド＝デイヴィス (メッゾ・ソプラノ)
- カフェの歌手：ジョニー・フィオリ (ヴォーカル)
- パブ・カルテット：ザ・デーモン・バーバーズ（英語版） (バンド)

マゼールはこの作品において合唱にきわめて重要な役を与えている。冒頭の『二分間憎悪』の集会での合唱、それに引き続いて歌われる『オセアニア国国歌』などがある。
テレスクリーンの音声は、初演時はジェレミー・アイアンズが担当。児童合唱は、ニュー・ロンドン児童合唱団が担当した。

## 制作チーム
- 演出：ロベール・ルパージュ（英語版）
- 美術：カール・フィリオン
- 衣装：ヤスミナ・ジゲール
- 照明：ミシェル・ボリュー
- 振付：シルヴァン・エマール
- 演出助手：ニールソン・ヴィニョラ
- 映像デザイナー：ジャック・コラン
- イメージ・デザイナー:リオネル・アルヌール
- プロパティデザイナー：パトリシア・リュエル
- 音響効果：ジャン＝セバスチャン・コーテ（英語版）
- 制作マネージャー：バーナード・ギルバート
- 技術監督：ミシェル・ゴスラン
- 技術コンサルタント：トビー・ホースウィル
- 製作：ミシェル・ベルナチェス
- 制作：エクス・マキナ (プロダクション)（英語版）

## 批評
イギリスのメディアは、この作品の初演を否定的に報じた。ガーディアン紙のアンドリュー・クレメンスは、出演者達の努力を評価しつつも、「コヴェント・ガーデンのような国際的に高水準とみなされる劇場が、このように音楽的価値が欠如した作品を取り上げる必要があったことは驚きである」と評した。
フィナンシャル・タイムズのアンドリュー・クラークは、「我々がコヴェント・ガーデンの舞台上にオーウェルの巧みな曲解を見出す唯一の理由は、大金持ちのマゼールが、遊説を通して、彼のやり方でこの高コストの制作を買い取ったからである」と評した。デイリー・テレグラフのルパート・クリスチャンセンは、「オペラティック・ファストフード」とこの作品をこき下ろした。
より好意的な批評は、イギリス国外のメディアから寄せられた。ニューズウィークは、「この作品のオーケストレーションは、時折、伝統的なオペラのオーケストレーションよりも、誇張された映画音楽のように聴こえるかもしれない」と評し、舞台については「効果的に、オーウェル作品が持つ、気が滅入るほどの空虚さを想起させる。ウィンストン役のキーンリーサイドが、作品に暗い切れ味を持たせている」と評した。
スペインの新聞「ラ・ヴァンガルディア」紙は、「マゼールは、多くの巨匠の管弦楽曲・声楽曲をよく知っており、作曲家として確かな腕前を持っている事をこの作品で示した」とマゼールを賞賛した。
ロイヤル・オペラ・ハウスの公演が完売したとして、後にミラノ・スカラ座でも公演が行われた。また、初演のDVDが発売されている。2009年2月からはアメリカでも発売されている。